# Ireneia Melo
Ireneia Melo (n. 1947) es una micóloga, taxónoma y profesora portuguesa. Trabaja sobre la taxonomía ibérica y macaronésica, florística, sistemática de poliporoides basidiomicetes corticioides (hongos) de Portugal. Pertenece al personal académico del Museo, Laboratorio y Jardim Botânico Tropical de la Universidad de Lisboa.
En 1969, obtuvo la licenciatura en biología por la Facultad de Ciencias, de la Universidad de Lisboa. Y en 2001 el PhD en biología, por la Carrera del Investigador de la misma casa de altos estudios.

## Algunas publicaciones
- i. Melo, j. Cardoso, m. Dueñas, i. Salcedo, m.t. Telleria. 2012. Peniophora aluticolor (Fungi, Basidiomycota), an orphaned species restudied. Nova Hedwigia 94 (3-4): 437-440

- m.t. Telleria, m. Dueñas, i. Melo, e. Beltrán-Tejera, j.l. Rodríguez-Armas, i. Salcedo, m.p. Martín. 2012. Gloeocystidiellum kenyense Hjortstam in Azores and Madeira. Mycotaxon 119: 337-343

- m. Kirchmair, p. Carrilho, r. Pfab, b. Haberl, j. Felgueiras, f. Carvalho, j. Cardoso, i. Melo, j. Vinhas, s. Neuhause. 2011. Amanita poisonings resulting in acute, reversible renal failure: new cases, new toxic Amanita mushrooms. Nephrology Dialysis Transplantation 0: 1–7

- m.t. Telleria, m. Dueñas, i. Melo, m.p. Martín. 2010. Morphological and molecular studies of Hyphodermella in the Western Mediterranean area. Mycological Progress 9(4): 585-596

- ---------------, -------------, --------, n. Hallenberg, m.p. Martín. 2010. A re-evaluation of Hypochnicium (Polyporales) based on morphological and molecular characters. Mycologia 102(6): 1426-1436

- ---------------, i. Melo, m. Dueñas, j.l. Rodríguez-Armas, e. Beltrán-Tejera, j. Cardoso, i. Salcedo. 2009. Diversity and richness of corticioid fungi (Basidiomycota) on Azores Islands: a preliminary survey. Nova Hedwigia 88(3-4): 285-308

- ---------------, ----------, m. Dueñas, i. Salcedo, j. Cardoso, j.l. Rodríguez-Armas, e. Beltrán-Tejera}}. 2009. Corticioid fungi (Basidiomycota) from the Azores Islands: Flores and São Miguel. Mycotaxon 109: 141-144

- m. Dueñas, m.t. Telleria, i. Melo. 2009. The aphyllophorales (Basidiomycota) of a mediterranean biodiversity “hotspot” – “Cazorla, Segura & las Villas” natural Park (Spain). Mycotaxon 109: 465-468

- ------------, ---------------, ---------, j.l. Rodríguez-Armas, e. Beltrán-Tejera. 2008. A new species of Candelabrochaete (Polyporales, Basidiomycota). Mycotaxon 103: 299-305

- m.t. Telleria, m. Dueñas, e. Beltrán, j.l. Rodríguez-Armas, i. Melo. 2008. Gloeodontia xerophila (Aphyllophorales, Basidiomycota), a new species with corticioid basidioma from Canary Islands. Mycologia 100(4): 673-676

- ---------------, i. Melo, m. Dueñas. 2008. Resinicium aculeatum, a new species of corticiaceous fungi from Equatorial Guinea. Nova Hedwigia 87: 195-200

- ---------------, --------, ------------, i. Salcedo, j. Cardoso, j.l. Rodríguez-Armas, e. Beltrán-Tejera. 2008. Corticioid fungi (Basidiomycota) from Madeira Island. Mycotaxon 106: 419-422

- i. Melo, j.c. Cardoso, m.t. Tellería. 2007. Annotated list of polypores for the Iberian Peninsula and Balearic Islands. Bibliotheca Mycologica 203:1-183

## Honores
- Responsable de la Sección micológica del Herbario LISU: Jardín botánico, Museo Nacional de Historia Natural
- La abreviatura «Melo» se emplea para indicar a Ireneia Melo como autoridad en la descripción y clasificación científica de los vegetales.[4]